# Portugiesisch-saharauische Beziehungen
Die portugiesisch-saharauischen Beziehungen umfassen die bilateralen Beziehungen zwischen Portugal und der Demokratischen Arabischen Republik Sahara (DAR Sahara) in der umstrittenen Westsahara. Sie unterhalten noch keine offiziellen diplomatischen Beziehungen.

## Offizielle Beziehungen

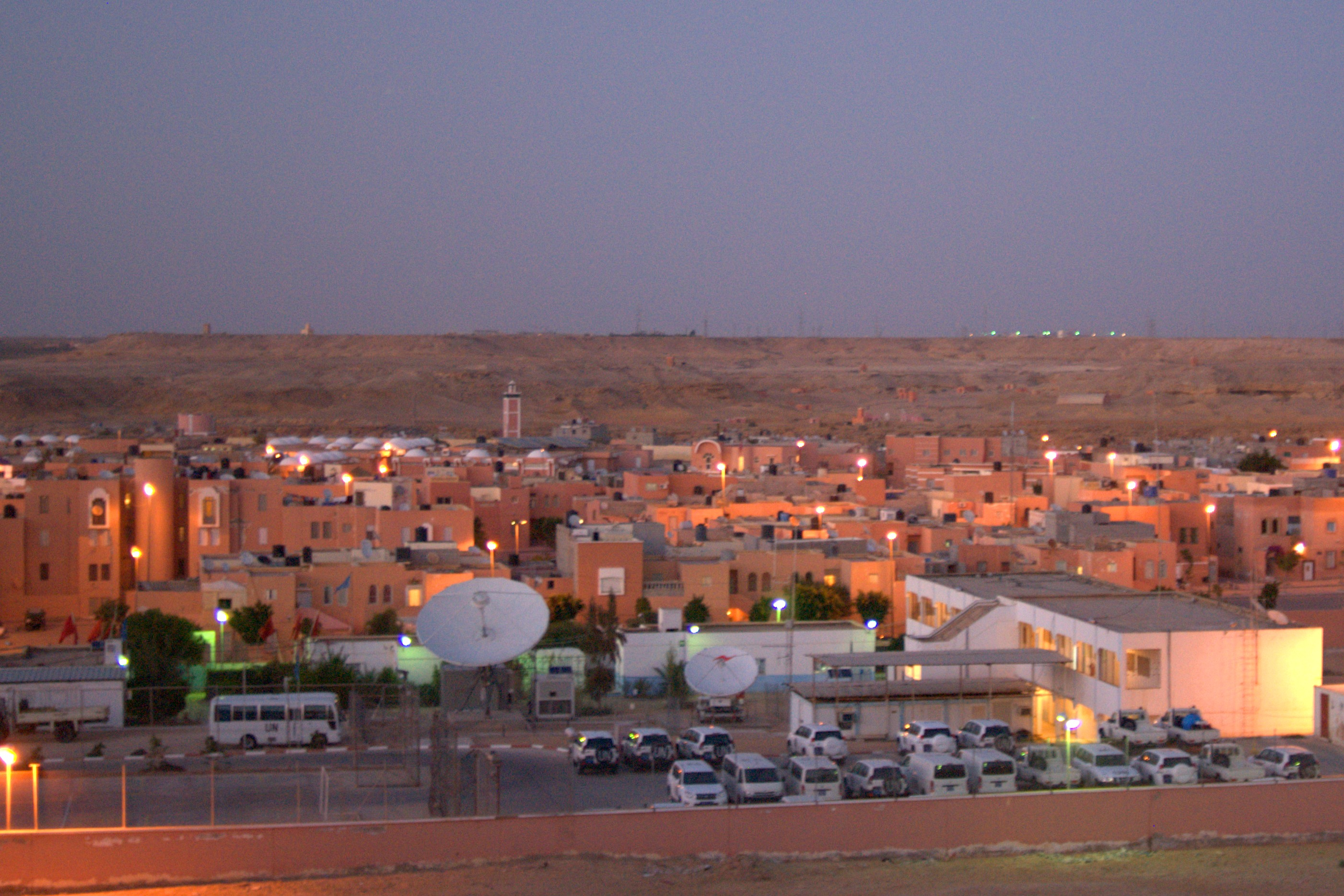
Blick auf das Hauptquartier der UN-Mission MINURSO in El Aaiún (2012): die UN-Mission stand bereits zweimal unter portugiesischer Leitung

Auf Grund des seit 1976 ungeklärten Westsaharakonflikts hat Portugal die DAR Sahara bisher noch nicht anerkannt, in Übereinstimmung mit dem überwiegenden Teil der weltweiten Staatengemeinschaft. Auch die engen marokkanisch-portugiesischen Beziehungen stehen dem entgegen.
Mangels offizieller Beziehungen bestehen keine gegenseitigen diplomatischen Vertretungen. Die westsaharische Unabhängigkeitsbewegung Frente Polisario, Regierungspartei der DAR Sahara, unterhält jedoch ein Vertretungsbüro in Lissabon.
Zudem haben einige Staaten, mit denen Portugal sehr enge Beziehungen unterhält, die DAR Sahara inzwischen anerkannt und sind teils auch offizielle diplomatische Beziehungen mit ihr eingegangen, darunter insbesondere Länder der Gemeinschaft der Portugiesischsprachigen Länder wie Osttimor (2002) und die afrikanischen Staaten Angola (1976), Kap Verde (1979 bzw. 2012), Mosambik (1976) und zwischenzeitlich auch Guinea-Bissau. Die vergleichsweise guten osttimoresisch-saharauischen Beziehungen mit dem Vorbild des durch Volksentscheid und internationale Unterstützung unabhängig gewordenen Osttimors dienen den Unabhängigkeitsaktivisten der Westsahara dabei als besondere Inspiration.
Die UN-Mission für Westsahara, die MINURSO, stand bereits zweimal unter portugiesischer Leitung.

## Zivilgesellschaftliche Beziehungen
Auf der Ebene der Zivilgesellschaft bestehen dagegen vergleichsweise gute Beziehungen zwischen Portugal und der Westsahara bzw. der DAR Sahara.
So hat die portugiesische Hilfsorganisation Assistência Médica Internacional (AMI) bereits mehrfach Hilfsaktionen und Programme in der Westsahara durchgeführt.
Auch finden in Portugal regelmäßig Solidaritätsbekundungen und -veranstaltungen für die Polisario und eine unabhängige Westsahara statt, etwa an der Universität der Algarve, wo zum 43. Gründungstag der Polisario im Mai 2016 einige Veranstaltungen stattfanden.
Die Polisario unterhält freundschaftliche Kontakte zur Kommunistischen Partei Portugals, von der sie auch zur jährlich stattfindenden Festa do Avante! eingeladen wird, das größte Kulturfestival Portugals, bei dem die Polisario alljährlich mit eigenem Informationsstand vertreten ist.
Auch andere Parteien im Portugiesischen Parlament setzen sich für die Klärung der Westsaharafrage ein, darunter die Naturschutzpartei PAN, und weitere Parteien lassen sich in Treffen mit Vertretern der Polisario über den Konflikt informieren, darunter auch die vielfache Regierungspartei PSD, deren Parlamentariergruppe sich im März 2016 mit den Polisario-Vertretern in Portugal traf.

## Geschichte

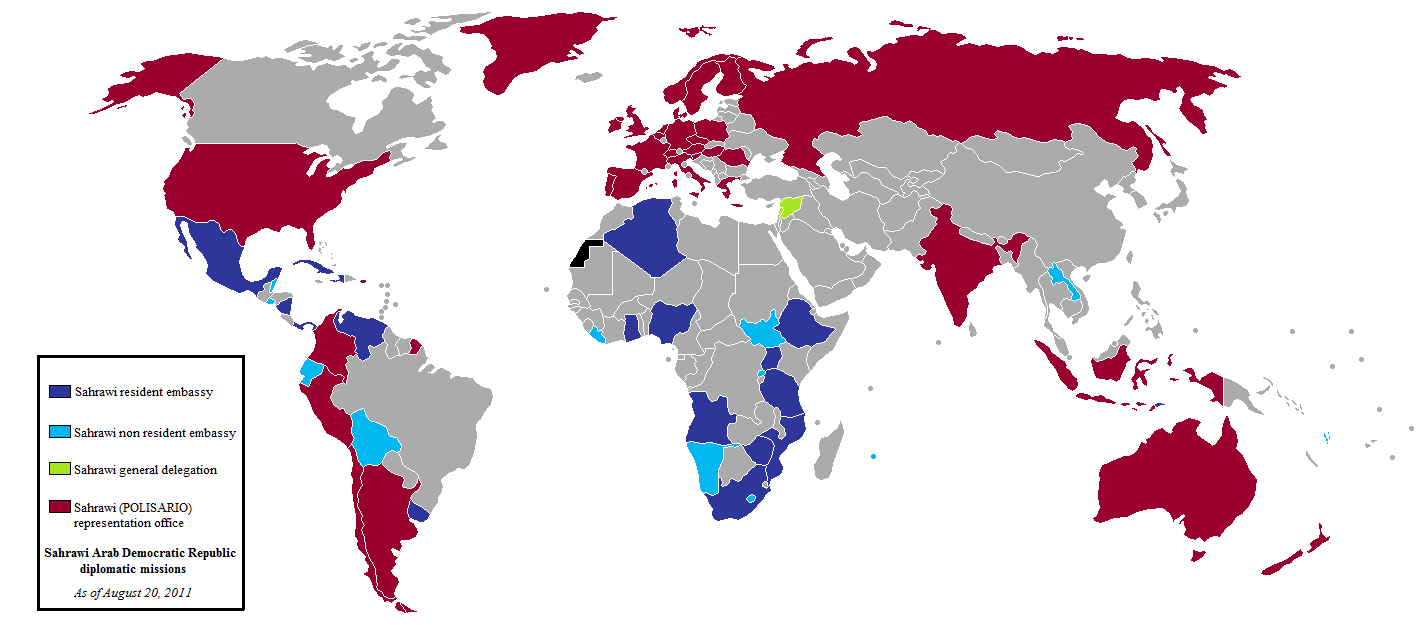
Staaten mit diplomatischer Vertretung der DAR Sahara, in rot die Staaten mit einfachen Vertretungsbüros: seit etwa 1976 unterhält die Polisario auch eine Vertretung in Portugal

Sowohl Portugal als auch Küstenstädte der Westsahara gehörten zu den Handelsrouten der Phönizier. Im Verlauf der Islamischen Expansion kamen im 7. und 8. Jahrhundert beide Gebiete unter arabische Herrschaft. Die auch aus der Westsahara stammenden Almoraviden beherrschten dabei etwa von 1046 bis 1147 ein Reich, zu dem Portugal als nördliche und die Westsahara als südliche Grenzregion gehörten.
Im Zuge der portugiesischen Expansion entlang der afrikanischen Küste kamen portugiesische Seefahrer auch in das Gebiet der Westsahara. 1434 gelang dem portugiesischen Seefahrer Gil Eanes hier die Umschiffung des Kap Bojador (und des Kap Juby), eine bedeutende Etappe zur Entstehung des Portugiesischen Weltreichs als erstem wirklichem Weltreich.
Später kam die Westsahara als Spanisch-Sahara unter spanische Herrschaft. In den 1960er Jahren nahmen die Unabhängigkeitsbestrebungen in der Westsahara zu, doch trotz einiger Gebietsverluste gab das faschistische Spanien unter Franco seine Ansprüche nicht auf und unterdrückte die Bewegungen gewaltsam. Spanien konnte dabei mit der politischen Rückendeckung seines Bündnispartners Portugal rechnen, mit dessen kolonialistischen Estado Novo-Regime es sich im Iberischen Pakt verbündet hatte. 1973 gründete sich die linksgerichtete Westsahara-Unabhängigkeitsbewegung Frente Polisario. Seit etwa 1976 unterhält sie ein Vertretungsbüro in Lissabon.
Nach der linksgerichteten Nelkenrevolution 1974 änderte sich die repressive portugiesische Kolonialpolitik, und es gab freundschaftliche Kontakte zwischen den linksgerichteten Kräften in Portugal und der Polisario. Nach dem Tod Francos 1975 und dem Grünen Marsch gab Spanien seine Ansprüche auf und zog bis 1976 seine Truppen ab. Jedoch besetzte nun Marokko die Westsahara immer weiter, gegen den bewaffneten Widerstand der Polisario, bis zum Waffenstillstand 1991. So halten auch die Unterstützer der saharauischen Selbstbestimmung insbesondere in der politischen Linken in Portugal ihre Unterstützung für die Polisario weiter aufrecht.

## Kultur
Die Thematik rund um die Westsahara beschäftigt auch portugiesische Kulturschaffende immer wieder. Der portugiesische Komponist und Autor António Victorino de Almeida etwa beschäftigte sich in seinem Buch Polisário - memória da terra esquecida (1984) mit dem Befreiungskampf der Frente Polisario.
Bei dem größten Kulturfestival des Landes, der Festa do Avante! der portugiesischen KP, ist die Polisario alljährlich vertreten.